# Dennis Hoogeveen
Dennis Hoogeveen is een Nederlands journalist.
Hoogeveen presenteert de uitlegvideo's van NOS op 3 en de podcast Lang verhaal kort. Daarvoor werkte hij als verslaggever voor NH Nieuws en Radar.

## Loopbaan
Hoogeveen werkte tussen 2018 en 2019 als verslaggever bij NH Nieuws. Hij deed verslag voor radio, televisie en de website van de regionale omroep. Hij deed ook onderzoek naar de bouwfouten die gemaakt zijn tijdens de constructie van het dak van het AZ-stadion, wat al landelijk nieuws werd.
In 2020 ging hij aan de slag als verslaggever van het jongerenplatform Waarom?!, van tv-programma Radar.
In 2021 maakte Hoogeveen de overstap naar NOS. Hij presenteert daar de video's van NOS op 3, waarin nieuwsfeiten uitgelegd worden voor een jong publiek. Deze video's zijn te zien op onder andere YouTube. Ook presenteert hij de dagelijkse podcast Lang verhaal kort, waarin in 5 minuten een actueel onderwerp uitgelegd wordt.